# Грень Лариса Миколаївна
Грень Лариса Миколаївна (нар. 20 жовтня 1963) — доктор наук з державного управління, професор кафедри педагогіки та  психології управління соціальними системами ім. акад. І. А. Зязюна Національного технічного  університету «Харківський політехнічний інститут» .

## Життєпис
Народилася 20 жовтня 1963 року, у селищі Гончарівка Краснодонського району Ворошиловградської області (нині — Луганська область).
У 1985 році закінчила Ворошиловградський державний педагогічний інститут ім. Т. Г. Шевченка (нині — Луганський національний університет ім. Тараса Шевченка) з відзнакою, отримавши кваліфікацію вчителя російської мови та літератури.
Педагогічною діяльністю Лариса Миколаївна займається з 1985 року. Впродовж 1985–2000 років працювала викладачем у Торезькому гірничому технікумі ім. О. Ф. Засядька, пізніше — заступником директора з виховної роботи. З 2000 року по 2020 рік обіймала посади: доцента кафедри гуманітарних і загальноекономічних дисциплін та заступника декана з виховної роботи Торезького факультету приватного вищого навчального закладу «Харківський інститут економіки ринкових відносин та менеджменту», доцента кафедри педагогіки і психології управління соціальними системами НТУ «Харківський політехнічний інститут» та заступника завідуючого кафедри з організації виховної роботи.
У 2006 році закінчила Харківський інститут економіки ринкових відносин та менеджменту з відзнакою, одержавши кваліфікацію економіста з економіки підприємства.
У 2010 році захистила дисертацію на здобуття наукового ступеня кандидата педагогічних наук «Педагогічні умови формування у студентів вищих технічних навчальних закладів спрямованості на успішну професійну діяльність» за спеціальністю 13.00.04 «Теорія і методика професійної освіти» (Харківський національний педагогічний університет ім. Г. С. Сковороди).
У 2010 році здобула науковий ступінь кандидат педагогічних наук, у 2011 році отримала вчене звання доцента.
У 2016 році закінчила магістратуру НТУ «ХПІ» з відзнакою, за спеціальністю «Публічне управління та адміністрування», отримавши кваліфікацію магістра з адміністративного менеджменту.
У 2020 році захистила дисертацію на здобуття наукового ступеня доктора наук державного управління «Механізми державного управління професійно-технічною освітою України» за спеціальністю 25.00.02 «Механізми державного управління» (Національний університет цивільного захисту України).
У 2020 році здобула науковий ступінь доктор наук з державного управління, у 2021 році отримала вчене звання професора.
Основні професійні та наукові інтереси: державне управління професійною освітою, професійна компетентність викладача ЗВО, професійна компетентність майбутніх інженерів, підготовка лідерів-управлінців, керівників соціальних закладів, формування лідерського потенціалу гуманітарно-технічної еліти, розвиток громадянських компетентностей керівників соціальних закладів, комунікативна компетентність майбутнього лідера .

## Наукова діяльність. Відзнаки
Грень Л. М. є членом Української асоціації дослідників освіти (УАДО). У 2017 році пройшла навчання у рамках швейцарсько-українського освітнього проекту «Розвиток громадянських компетенцій в Україні» (DOCCU) та стала майстером-тренером з освіти для демократичного громадянства та освіти з прав людини і розвитку громадянських компетентностей. Також Лариса Миколаївна є тренером Центру лідерства НТУ «ХПІ» з методик формування комунікативної компетентності, позитивного іміджу, адекватної самооцінки викладачів, студентів, майбутніх управлінців.
У 2017 році Грень Л. М. взяла участь у засіданні круглого столу в рамках проекту Агентства США з міжнародного розвитку (USAID) «Децентралізація приносить кращі результати та ефективність» (DOBRE). З 2020 року є консультантом з формування лідерських якостей у фахівців у системі управління соціальним розвитком.
У 2020 році Лариса Миколаївна стала переможцем конкурсу «Вища школа Харківщини: кращі імена» в номінації «Викладач гуманітарних дисциплін». За заслуги в розвитку вітчизняної освіти і науки, багаторічну плідну науково-педагогічну діяльність, суттєві результати у підготовці кадрів вищої кваліфікації та з нагоди 135-річчя НТУ «ХПІ» професору Грень Л. М. оголошено Подяку Національної академії педагогічних наук України.
У 2021 році Лариса Миколаївна пройшла науково-педагогічне стажування у Поморській Академії (м. Слупськ, Польща) на тему: «Інформаційні технології для стимулювання регіонального розвитку» за спеціальністю 281 «Публічне управління та адміністрування».
Грень Л. М. викладає курс «Педагогіка лідерства» для аспірантів НТУ «ХПІ» спеціальності 011 «Освітні педагогічні науки»; курс «Психологія управління» для очної форми навчання бакалаврів навчально-наукового інституту економіки, менеджменту і міжнародного бізнесу; курс «Стратегічне управління» для магістрів спеціальності «Публічне управління та адміністрування» та «Основи ораторської майстерності» для бакалаврів-психологів факультету соціально-гуманітарних технологій. Також викладає дисципліни: стратегічне управління, психологія управління, педагогіка лідерства, лідерство в освіті, основи ораторської майстерності. Її наукова діяльність спрямована на створення інноваційних методик у педагогічній діяльності викладача ЗВО, створення комунікативної компетентності майбутнього лідера. Лариса Миколаївна очолює Профспілкове бюро факультету соціально-гуманітарних технологій, є членом Вченої ради факультету.
Професор Грень Л. М. є автором та співавтором більш ніж 240 друкованих праць, у тому числі 6 монографій, 11 навчальних та навчально-методичних видань, підручників та посібників. Підручник «Педагогіка успіху» (О. Г. Романовський, В. Є. Михайличенко, Л. М. Грень) отримав 1 місце у конкурсі підручників та навчальних посібників із грифом МОН України «Підручник — 2014».
Грень Лариса Миколаївна має численні виступи та бере активну участь в міжнародних наукових конференціях: «Інформаційні технології: наука, техніка, технологія, освіта, здоров'я (MicroCAD)», «Лідери XXI століття», «Наукова школа академіка Івана Зязюна у працях його соратників та учнів», «Актуальні питання підготовки фахівців у сфері публічного управління та адміністрування», «Реформування публічного управління та адміністрування: теорія, практика, міжнародний досвід», «Професійний менеджмент в сучасних умовах розвитку ринку», «Психолого-педагогічні аспекти розвитку лідерського потенціалу сучасної молоді: теорія і практика», «Управління якістю в освіті та промисловості: досвід, проблеми та перспективи» та в багатьох інших .